# Naturschutzgebiet Laubholzmischwald Im Sundern

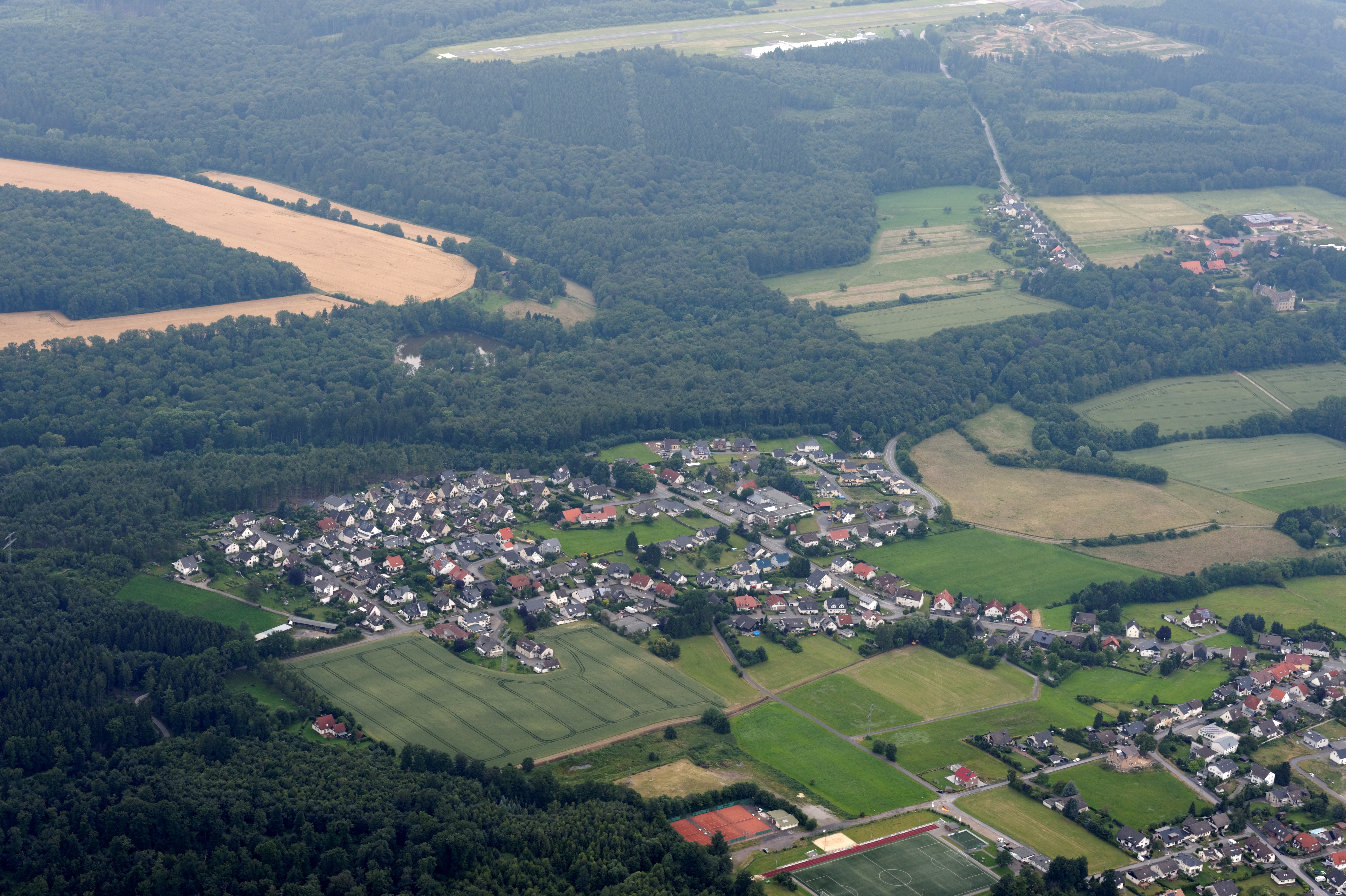
Arnsberg-Voßwinkel (Ortsbereich Höllinghofer Heide), Stockei, Naturschutzgebiete Laubholzmischwald Im Sundern, Lürwald und Landschaftsraum Im Schee (HSK-151), Bundesstraße 7, Blickrichtung Nord.

Das Naturschutzgebiet Laubholzmischwald Im Sundern mit einer Größe von 14,5 ha liegt nordwestlich von Voßwinkel im Stadtgebiet von Arnsberg im Hochsauerlandkreis. Es wurde 1998 mit dem Landschaftsplan Arnsberg durch den Kreistag des Hochsauerlandkreises als Naturschutzgebiet (NSG) mit einer Flächengröße von 14,7 ha und dem Namen Naturschutzgebiet Eichenwald Im Sundern ausgewiesen. Bei der Neuaufstellung des Landschaftsplanes Arnsberg durch den Kreistag 2021 wurde das NSG dann mit geändertem Namen erneut ausgewiesen und minimal verkleinert. Im Westen grenzt direkt das Naturschutzgebiet Luerwald an. Im Osten grenzen das Naturschutzgebiet Teiche Im Schee und Naturschutzgebiet Landschaftsraum Im Schee direkt an das NSG.

## Weitere Schutzausweisung
Das NSG-Gebiet wurde 2004 auch als Teilfläche des FFH-Gebietes Luerwald und Bieberbach (DE-4513-301) und als EU-Vogelschutzgebiet Luerwald und Bieberbach (DE-4513-401) im Rahmen der EU Natura 2000-Gebiete ausgewiesen.

## Gebietsbeschreibung
Bei dem NSG handelt es sich um ein altersheterogenes Laubwaldgebiet mit Alteichen. Der denkmalgeschützten Schlosspark von Schloss Höllinghofen liegt teilweise im NSG. Im NSG befindet sich zum Beispiel ein Hohlweg des Schlossparks.

## Spezielle Schutzzwecke für das NSG
Laut Landschaftsplan erfolgte die Ausweisung zum:
- „Schutz, Erhaltung und Entwicklung eines struktur- und artenreichen Laubwaldkomplexes;“
- „Schutz und Erhaltung von landeskundlich bedeutsamen Teilen eines denkmalgeschützten Landschaftsparks;“
- „Sicherung der Kohärenz und Umsetzung des Europäischen Schutzgebietssystems Natura 2000.“
- „Das NSG dient auch der nachhaltigen Sicherung von Vorkommen seltener Tierarten.“[2]